# Bradley James
Bradley James (Exeter, 11 ottobre 1983) è un attore britannico.
Tra le sue interpretazioni, spiccano i ruoli di Arthur Pendragon in Merlin e di Giuliano de Medici nella serie I Medici.

## Biografia
È nato a Exeter, nel Regno Unito, ma ha abitato fino ai 9 anni in Florida, per poi trasferirsi definitivamente in Inghilterra. Ha due sorelle che si chiamano Natalie e Stephanie.
Da piccolo sognava di diventare o un calciatore o un attore: quest'ultimo sogno è riuscito ad avverarlo, anche se il calcio rimane tra i suoi hobby preferiti.

### Carriera
Bradley ha fatto la sua prima apparizione in un episodio della serie Lewis nel 2008. Ha inoltre recitato la parte di Ben Davies nel dramma della BBC Three Dis/Connected.
Ha studiato presso il Drama Centre di Londra. Il successo è arrivato quando è stato scelto per interpretare il ruolo di un giovane principe Artù, che sarebbe diventato poi il leggendario re Artù, nel fantasy della BBC Merlin, accanto al giovane collega Colin Morgan, che interpreta il protagonista del titolo. In un'intervista ha dichiarato di esser felice delle acrobazie svolte, ma ha "raccolto oltre la giusta quota di infortuni".
Nel 2015 ha interpretato il ruolo di Lowell Tracey durante la prima stagione della serie televisiva iZombie.
Nel 2016 è stato il protagonista di Damien, serie televisiva statunitense basata sul film horror Il presagio e i suoi seguiti, cancellata però già dopo la prima stagione, a causa dei bassi ascolti.
Nel 2017 ha girato in Italia, assieme all'attore Daniel Sharman, la seconda stagione de I Medici, recitando il ruolo di Giuliano de' Medici. La serie è andata in onda in prima serata a partire dal 23 ottobre 2018 su Rai Uno.
Nel 2023 debutta con il ruolo di Lord Harekr in Vikings: Valhalla.

## Filmografia

### Cinema
- Portobello, regia di Diana Buzzo – cortometraggio (2009)
- Fast Girls, regia di Regan Hall (2012)
- Underworld: Blood Wars, regia di Anna Foerster (2016)
- Kurier, regia di Wladyslaw Pasikowski (2019)

### Televisione
- Lewis – serie TV, episodio 2x06 (2008)
- Dis/Connected, regia di Tom Harper – film TV (2008)
- Merlin – serie TV (2008-2012)
- Homeland - Caccia alla spia (Homeland) – serie TV, episodio 4x01 (2014)
- iZombie – serie TV, 5 episodi (2015)
- Damien – serie TV, 10 episodi (2016)
- I Medici (Medici) – serie TV, (2018-2019)
- Strange Angel – serie TV, episodio 2x06 (2019)
- The Liberator – miniserie animata, 4 puntate (2020)
- Vikings: Valhalla - serie TV, 5 episodi (2023)

## Teatro
- A Midsummer Night's Dream
- Fuenteovejuna
- Le Grande Meaulnes
- The Miser
- The Philistines
- The Russian Project
- The Winters Tale
- This Happy Breed
- Trelawney of the Wells

## Doppiatori italiani
Nelle versioni in italiano delle opere in cui ha recitato, Bradley James è stato doppiato da:
- Stefano Crescentini in Merlin, iZombie
- Emiliano Coltorti in Underworld: Blood Wars, I Medici
- Flavio Aquilone in The Liberator
- Andrea Beltramo in Vikings: Valhalla